# Сноуборд на зимних Олимпийских играх 1998

Соревнования по сноуборду (англ. snowboarding) на зимних Олимпийских играх 1998 года прошли с 8 по 12 февраля. Было разыграно 4 комплекта наград: в хафпайпе и гигантском слаломе среди мужчин и женщин. Соревнования по сноуборду были впервые включены в программу Олимпийских игр.
Все старты были проведены в Конбаяси и Сига Коген. В соревнованиях приняли участие 125 сноубордистов (69 мужчин и 56 женщин) из 22 стран.
Первым в истории олимпийским чемпионом по сноуборду стал канадец Росс Ребальяти, победивший в гигантском слаломе 8 февраля 1998 года. Ребальяти, шедший после первой попытки только на 8-м месте, в итоге лишь на 0,02 сек опередил чемпиона мира 1997 года в этой дисциплине итальянца Томаса Пруггера. У женщин первой олимпийской чемпионкой стала француженка Карин Рюби, выигравшая золото в гигантском слаломе 10 февраля.
Представители сразу 8 стран сумели завоевать награды в сноуборде, при этом ни одна страна не выиграла более 2 медалей. Американцы, которые выиграют общий медальный зачёт в сноуборде на последующих 3 Олимпиадах (2002, 2006 и 2010), в 1998 году в Нагано завоевали лишь 2 бронзы.

## Медалисты

### Мужчины
| Дисциплина                      | Дата       | Золото                | Серебро                | Бронза                     |
| Гигантский слалом см. подробнее | 8 февраля  | Росс Ребальяти Канада | Томас Пруггер Италия   | Уэли Кестенхольц Швейцария |
| Хафпайп см. подробнее           | 12 февраля | Джан Симмен Швейцария | Даниель Франк Норвегия | Росс Пауэрс США            |

### Женщины
| Дисциплина                      | Дата       | Золото               | Серебро                      | Бронза              |
| Гигантский слалом см. подробнее | 10 февраля | Карин Рюби Франция   | Хайди Ренот Германия         | Бригитт Кёк Австрия |
| Хафпайп см. подробнее           | 12 февраля | Никола Тост Германия | Стине Брун Хьельдос Норвегия | Шэннон Данн США     |

## Общий зачёт
| Место | Страна    | Золото | Серебро | Бронза | Всего |
| ----- | --------- | ------ | ------- | ------ | ----- |
| 1     | Германия  | 1      | 1       | 0      | 2     |
| 2     | Швейцария | 1      | 0       | 1      | 2     |
| 3     | Франция   | 1      | 0       | 0      | 1     |
| 3     | Канада    | 1      | 0       | 0      | 1     |
| 5     | Норвегия  | 0      | 2       | 0      | 2     |
| 6     | Италия    | 0      | 1       | 0      | 1     |
| 7     | США       | 0      | 0       | 2      | 2     |
| 8     | Австрия   | 0      | 0       | 1      | 1     |